# 1880
1880. је била проста година.

## Догађаји

### Октобар
- 14. октобар — Брсјачка буна локално српско становништво устало је против турског и качачког насиља у Македонији 1880—1882. на простору југозападне, Вардарске Македоније, између Битоља, Охрида, Прилепа и Кичева. Подручје је раније било територија некадашњег племена по имену Брсјаци, одакле долази и име буне.

### Новембар
- 2. новембар — На председничким изборима у САД, кандидат Републиканске странке, Џејмс А. Гарфилд, победио је кандидата Демократске странке, Винфилда С. Хенкока.
- 26. новембар — Велике силе су присилиле Турску да Црној Гори преда Улцињ, који су Црногорци заузели у рату од 1876. до 1878.

## Рођења

### Мај
- 14. мај — Вилхелм Лист, немачки фелдмаршал

### Август
- 7. октобар — Паул Хаусер, нацистички официр (†1972)

### Октобар
- 26. октобар — Андреј Бели, руски књижевник (†1934)

### Новембар
- 20. новембар — Михаил Џавахишвили, грузински и совјетски писац

### Децембар
- 3. децембар — Федор фон Бок, немачки фелдмаршал

## Смрти

### Август
- 5. октобар — Жак Офенбах, француски композитор и челиста (*1819)